# رئالیسم انتقادی
رئالیسم انتقادی (به انگلیسی: critical realism) رویکردی فلسفی به فهم علم است که ابتدا توسط روی‌باسکار(۱۹۴۴–۲۰۱۴) آغاز شد. این رویکرد بخشی از فلسفه علم عمومی(واقع‌گرایی استعلایی) را با بخشی از فلسفه علوم اجتماعی(طبیعت‌گرایی انتقادی) ترکیب می‌کند. این رویکرد به‌طور خاص از طریق نگرش به علم به عنوان حیطه ای با تمرکز بر شناسایی سازوکارهای علمی با انواع تجربه‌گرایی و تحصل‌گرایی مقابله می‌کند. در دهه‌های آخر قرن بیستم این نظریه همچنین با تأکید بر واقعیت وجود عینی با انواع مختلف پست‌مدرنیسم و پساساختارگرایی به مقابله برخاست. برخلاف مبانی روش‌شناسی تحصل‌گرایانه و معرفت‌شناسی پسا ساختار گرایانه، رئالیسم انتقادی بر این تأکید دارد که علم باید بر روی یک هستی‌شناسی شفاف بنا شود. رئالیسم انتقادی در زمره انواع واقع‌گرایی فلسفی قرار می‌گیرد و همین‌طور در جوامع علمی همچون واقع‌گرایی تحلیلی و واقع‌گرایی دقیق ترویج می‌شود. .